# Haley Barbour
Haley Reeves Barbour (født 22. oktober 1947) er en amerikansk politiker for det republikanske parti. Han var guvernør i delstaten Mississippi, et embede han havde fra 2004 til 2012. Barbour blev genvalgt for fire nye år i november 2007. Han er tidligere partiformand for den nationale partiorganisation, Republican National Committee fra 1993 til 1997.